# Sinegoro
Sinègoro (in greco antico: συνήγορος?, synégoros, derivato dal verbo συναγορεύω, composto di σύν "insieme" e ἀγορεύω "parlare", col significato di "parlare a favore, patrocinare") era nell'antica Grecia, in particolare nel diritto attico, un avvocato di presenza eccezionale che esercitava il suo lavoro in un ordinamento giuridico in cui, di norma, non era presente il patrocinio legale, cioè la possibilità di partecipazione da parte di un avvocato; il termine, però, talvolta ha significati diversi. Le attività che svolgeva il sinegoro si avvicinano molto a quelle dell'avvocato odierno, che difende cause di qualsiasi tipo, soprattutto di carattere cittadino; il sinegoro però non era una professione, anche se esigeva un compenso in denaro, piuttosto un modo per tutelare gli interessi primari della polis.
Le attività del sinegoro riguardavano principalmente gli affari cittadini, come: il contrasto alla ratifica o all'abrogazione di una particolare legge, o la difesa di un decreto popolare.
Piuttosto ridotto era l'utilizzo del sinegoro in cause private, di solito a sostegno di amici, dove poteva presenziare in deroga, con il solo consenso del tribunale, al fine di far godere ad ogni cittadino citato in giudizio una difesa, per esempio aiutando chi aveva palesi svantaggi, come gli inabili fisici o mentali. Ma, anche in questo caso, il sinegoro non aveva un ruolo "principale" nel processo, bensì fungeva da aiutante o da semplice assistente, che era comunque in grado di pronunciare un discorso oltre a dare semplici consigli.
Il primo sinegoro di cui è giunta notizia è Antifonte.